# Émile Ogier

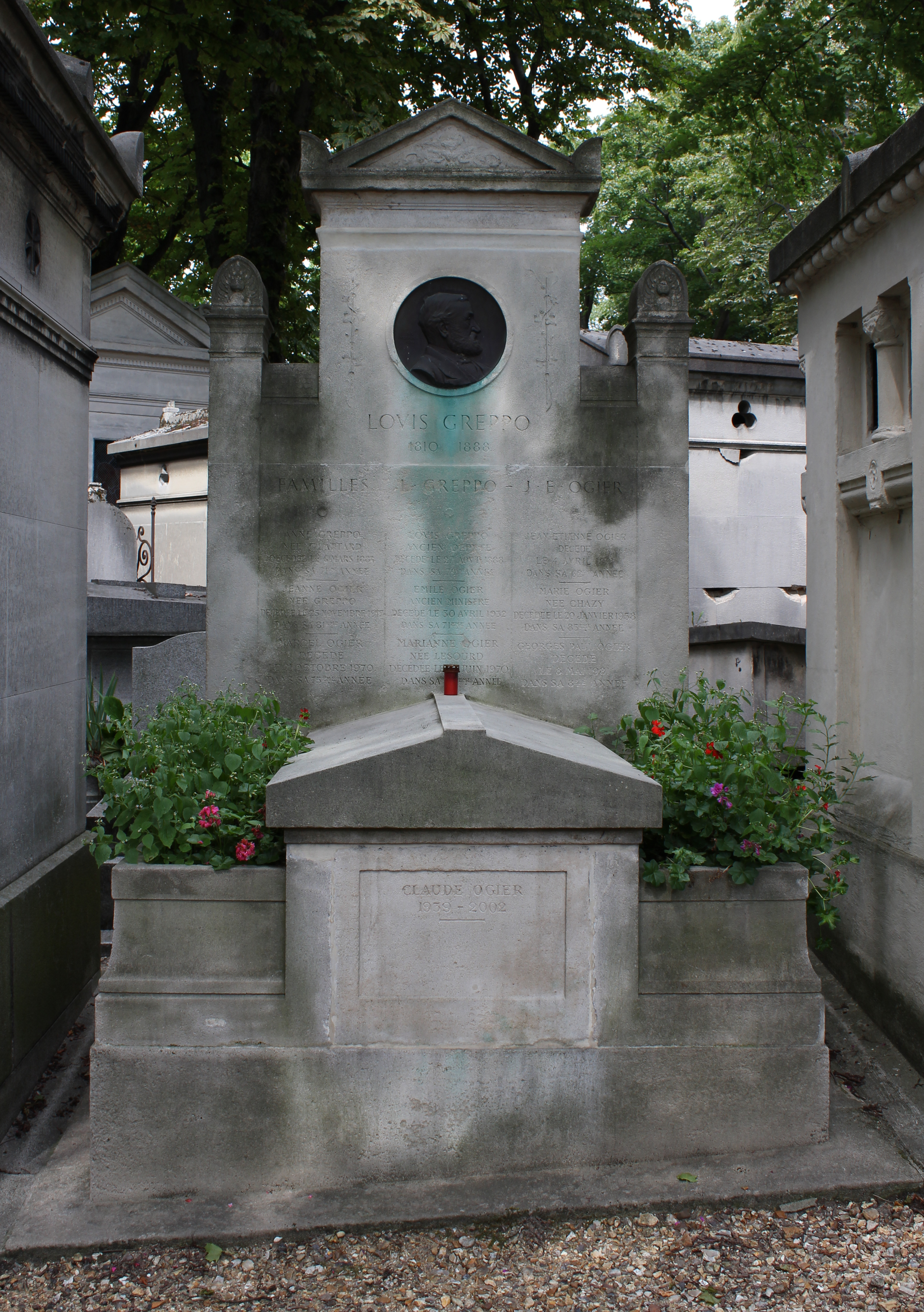
Grabstein von Émile Ogier u. a.

Jean-Baptiste Émile Ogier (* 6. Januar 1862 in Paris; † 30. März 1932 ebenda) war ein französischer Politiker.

## Leben
Ogier war Verwaltungsbeamter im französischen Innenministerium, wo er 1911 Generalsekretär wurde. 1919 wurde er Generalsekretär für die „Régions Liberées“ (befreite Regionen). Aufgrund seiner Verwaltungserfahrung wurde er in den beiden Regierungszeiten Alexandre Millerands und Georges Leygues’ Januar 1920 bis Januar 1921 als Minister für die Régions Liberées berufen.
Danach ging er zurück in die Verwaltung. 1929 wurde er als Großoffizier der Ehrenlegion ausgezeichnet.